# ソフィア・グリーンウッド
ソフィア・グリーンウッド（Sophia Greenwood、1983年11月7日 - ）は、“Sophia”（ソフィア）の芸名で知られる日本の女性ファッションモデル、タレント。雑誌『Cawaii』および『S Cawaii』の専属モデル活動のほか、数多の雑誌や広告媒体への出演などから知られてきた。

## 来歴
群馬県高崎市に出生。父親がイギリス人、母親が群馬県出身の日本人。弟は同じくモデルのJOYで、義妹（JOYの妻）もタレント・モデルのわたなべ麻衣である。英会話教室を経営する実家で育った。

### モデルへ
元々栄養士になることを希望したが、中学生の時にファッション雑誌に興味を持ち、『Cawaii!』の専属モデル達に憧れていた。16歳の時に自分からモデル募集の告知に募集しようと思っていた矢先、渋谷で同誌の編集部スタッフにスカウトされる。その翌週には誌面に本名の「ソフィア・グリーンウッド」名義で登場し、その翌月には表紙を飾った。20歳から姉妹誌『S Cawaii!』のモデルになる。結婚情報誌『ゼクシィ』では弟JOYと夫婦という設定を演じた。

### 休止
モデル活動は順調にいっていたが、すぐに人気を獲得したことによる周囲からの嫉妬や元々太りやすい体質であったため、太ることへの恐怖などストレスが重なり、アルコール依存症に陥った。仕事現場でも手の震えを抑えるために飲酒するなどモデル活動に支障をきたし始めたため、芸能活動を休業。休業後は自宅に引きこもっていたが、家族の支えでアルコール依存症から抜け出し体調も回復した。体調回復後も引きこもり生活がしばらく続いたが、芸能界に復帰した。

### 復帰
2010年に芸能界復帰、以後は“Sophia”名義で活動している。同年春より弟JOYと同じベンヌに所属しており、JOYと同じくケイダッシュグループのアワーソングスクリエイティブと業務提携をしている、現在はタレント活動が主でテレビ番組出演時には「元モデル」と表記される事が多い。
2011年放送のJOYの初の冠番組『JOYのASOBU-TV JOYnt!』にて、JOY不在時に代役を務める。
2012年2月14日放送の『第2回 歌うま女王決定戦』において、初出場ながら圧倒的な歌唱力で決勝進出。王座は譲るも、当番組に現れた「怪物（モンスター）」の一人としてその存在をお茶の間に印象付けた。

## 主な出演

### 雑誌
- Cawaii!（主婦の友社）専属
- S Cawaii（主婦の友社）専属